# El somni d'una nit d'estiu (Mendelssohn)
El somni d'una nit d'estiu (en alemany Ein Sommernachtstraum) és una obra musical escrita pel compositor Felix Mendelssohn, prenent com a base l'obra de teatre homònima escrita pel dramaturg anglès William Shakespeare. Mendelssohn va compondre aquesta obra en diferents moments de la seva vida. Entre el 8 de juliol i el 6 d'agost de 1826, quan la seva carrera estava començant, va compondre una obertura de concert op. 21 que es va estrenar en Szczecin el 20 de febrer de 1827. El 1842, uns quants anys abans de la seva mort, va escriure la música incidental (op. 61) per a una producció de l'obra de teatre, en la qual va incorporar l'obertura existent. La música incidental inclou la famosa Marxa nupcial.

## Obertura

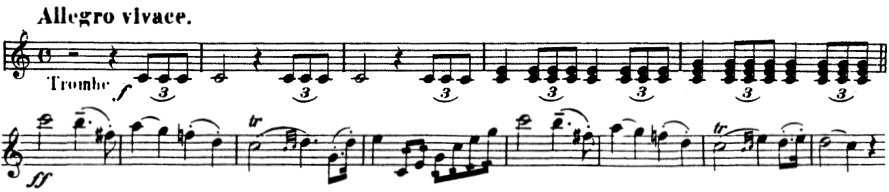
Compassos inicials de la partitura de la Marxa nupcial

L'obertura, op. 21, va ser acabada per Mendelssohn el 6 d'agost de 1826, quan tenia 17 anys i 6 mesos d'edat. Va ser escrita com una obertura de concert, no associada amb cap representació teatral. L'obertura va ser escrita després que el compositor llegís la traducció a l'alemany de l'obra de Shakespeare el 1826. La traducció va ser realitzada per August Wilhelm von Schlegel, amb ajuda de Ludwig Tieck. Existia una connexió familiar entre ells: el germà de Schlegel, Friedrich, estava casat amb Dorothea, tia de Felix Mendelssohn.
Malgrat que la peça té una atmosfera romàntica, l'obertura incorpora molts elements clàssics, té l'estructura de forma sonata i està formada per expressions regulars i transicions harmòniques. La peça també destaca pels seus sorprenents efectes instrumentals, com l'emulació del bellugueig dels "peus de fades" al començament i el bram de Nick Bottom com el d'un ase (efectes que estaven influïts per les idees estètiques i suggeriments de l'amic de Mendelssohn en aquella època, Adolf Bernhard Marx).
L'obertura comença amb quatre dels acords més evocadors en música. Heinrich Eduard Jacob, en la seva biografia del compositor, afirma que havia gargotejat els acords després de sentir el cruixit dels fulls amb la brisa de la tarda al jardí de la casa de la seva família.
Després del primer tema que representa les fades dansaires, hi ha una transició (la música real de la cort d'Atenes) que condueix al segon tema, el dels amants. L'exposició finalitza amb un grup final de temes que suggereixen la crida dels artesans i els caçadors. Les fades dominen la majoria del desenvolupament de la secció i en última instància tenen l'última paraula en la coda, tal com passa a l'obra de Shakespeare.
L'obertura va ser estrenada en Szczecin (llavors part de Prússia, a l'actual Polònia) el 20 de febrer de 1827, en un concert dirigit per Carl Loewe. Mendelssohn havia complert els 18 anys dues setmanes abans. Havia viatjat 80 milles a través d'una furiosa tempesta de neu per assistir al concert, que era la seva primera aparició en públic. Loewe i Mendelssohn també van aparèixer com a solistes en el Concert en la bemoll major per a 2 pianos i orquestra de Mendelssohn i aquest va aparèixer només en el Konzertstück de Carl Maria von Weber. Després de l'intermedi, es va unir als primers violins per representar la Novena Simfonia de Ludwig van Beethoven.

## Música incidental
Mendelssohn va escriure la música incidental, op. 61, per a El somni d'una nit d'estiu el 1842, 16 anys després d'haver escrit l'obertura. Va ser escrita per un encàrrec del rei Frederic Guillem IV de Prússia. Mendelssohn era en aquell moment director musical de la Reial Acadèmia de les Arts i de l'Orquestra del Gewandhaus de Leipzig.
Una reeixida representació de l'Antígona de Sòfocles el 28 d'octubre de 1841 en el New Palace de Potsdam, amb música de Mendelssohn (op. 55) va fer que el rei li demanés més música seva, ja que el divertia especialment. El somni d'una nit d'estiu va ser produïda el 14 d'octubre de 1843, també a Potsdam. El productor va ser Ludwig Tieck. L'obra va ser seguida de música incidental per a l'Èdip a Colonos de Sòfocles (Potsdam, 1 de novembre de 1845; publicat pòstumament com op. 93) i Atalia de Jean Racine (Berlín, 1 de desembre de 1845; op. 74).
L'obertura op. 21, composta originalment com una peça independent 16 anys abans, va ser incorporada en la música incidental op. 61 com la seva obertura i va ser el primer dels seus 14 números. També hi ha seccions vocals i d'altres són moviments purament instrumentals, incloent l'Scherzo, Nocturn i la Marxa nupcial. Els números vocals inclouen el lied Mit Chor Kommt! i els melodrames Über Táler und Höhn, Was du wirst erwachend sehen, Welch hausgebackenes Volk i Sei, als wäre nichts geschehn, que serveix per realçar el text de Shakespeare.
El primer acte es representa sense música. L'scherzo, amb la seva animada partitura i dominat per vents parladors i cadenes de dansaires, actua com un intermezzo entre els actes I i II. L'Scherzo condueix directament al primer melodrama, un passatge de text parlat sobre música. L'arribada d'Oberó és acompanyada per una marxa de fades, interpretada amb triangle i platets.
La peça vocal Mit Chor Kommt! obre la segona escena del segon acte, que acaba amb l'Intermezzo que arriba al final de l'esmentat acte. L'acte III inclou una pintoresca marxa per a l'entrada dels artesans, acompanyant aquesta acció amb la música de l'obertura. El Nocturn inclou un solo de trompa doblat per fagots i acompanya als amants dorments entre els actes III i IV. Hi ha un únic melodrama en l'acte IV. Aquest conclou amb una repetició del Nocturn per acompanyar el son dels amants mortals. L'intermezzo entre els actes IV i V és la famosa Marxa nupcial, probablement la peça més popular de la música composta per Mendelssohn.
L'acte V conté més música que els altres, per acompanyar el banquet del casament. En ell hi ha una breu fanfàrria per a trompetes i timbales (Was dies bedeuten soll), una paròdia de la marxa fúnebre, i una dansa Bergomask (Ein Tanz von Rüpeln). La dansa usa el bram de Bottom de l'obertura com a principal material temàtic.
L'obra té tres breus epílegs. El primer d'ells és introduït amb una repetició del tema de la Marxa nupcial i la música de les fades de l'obertura. Després del discurs de Puck, s'escolta el número musical final Il·lumineu amb llum refulgent tota la casa, amb partitura per a soprano, mezzosoprano i cor de dones. El famós discurs de comiat de Puck Si les ombres us hem ofès és acompanyat, quan despunta el dia, pels primers quatre acords sentits al començament de l'obertura, tancant el cercle complet de l'obra.
Els moviments purament instrumentals (Obertura, Scherzo, Intermezzo, Nocturn i Marxa nupcial) són interpretats sovint com a peces independents en les representacions en concerts o en enregistraments.

## Parts de l'obra
- Obertura, Op. 21
- Text: Hier ist das Blatt
- Núm. 1 Scherzo
- Núm. 2 Melodrama: Über Táler und Höhn
- Elfensmarch
- Núm. 3 Lied: Mit Chor Kommt!
- Núm. 4 Melodrama: Was du wirst erwachend sehen
- Núm. 5 Intermezzo
- Núm. 6 Melodrama: Welch hausgebackenes Volk
- Núm. 7 Nocturn
- Texto: Nun toller Geist
- Núm. 8 Melodrama: Sei, als wäre nichts geschehn
- Núm. 9 Hochzeitsmarch
- Texto: Nun Kommt!
- Núm. 10 Melodrama: Was dies bedeuten soll
- Texto: Beliebt es Euer Hoheit
- Núm. 11 Ein Tanz von Rüpeln
- Texto: Zu Bett, geliebte Freunde
- Núm. 12 Melodrama: Jetzt be heult der Wolf den Mond
- Final: Bei des Feuers matten Flimmern